# Олар Петро Михайлович
Петро Михайлович Олар (нар. 1 липня 1953, с. Панка, Сторожинецький район, Чернівецька область) — український кінорежисер, журналіст, поет, член Національної спілки журналістів України, Міжнародної федерації журналістів (IFJ). Лауреат премії К. Чюрльоніса та премії в галузі кіно «Ексельсіор — 97» (Італія).

## Життєпис
05.1969 — 08.1970 — кіномеханік Сторожинецької кіномережі.
10.1971 — 11.1972 — фотокореспондент газети «Радянське село».
02.1975 — 12.1975 — фотограф Київської кіностудії художніх фільмів ім. О. П. Довженка.
02.1976 — 09.1980 — фотокореспондент обласної газети «Зориле Буковиней» (Чернівці).
09.1980 — 08.1985 — директор обласного клубу кіноаматорів облпрофради.
04.1986 — 08.1988 — кінооператор II кат. Чернівецького комітету з радіомовлення і телебачення.
10.1988 — 02.1991 — режисер документальних фільмів ТО «Экран» ГТ «Останкіно» Москва та програми «Взгляд».
12.1989 — 05.1993 — режисер документальних фільмів студії «Укртелефільм».
07.1990 — 12.1991 — режисер за угодою кіностудії «Галичина-фільм».
05.1996 — 09.2002 — власний кореспондент Укрінформу в Італійській Республіці та Ватикані.
10.2002 — 12.2012 — директор ТОВ «Аратта тур Карпати» — режисер студії «Аратта».
Від 2013 — директор, продюсер і режисер студії «АРАТТАФІЛЬМ» (Литва).
З 2019 — директор і продюсер радіо «Українська хвиля з Європи».

## Освіта
- 1960—1970 — загальна середня освіта, с. Панка, Сторожинецького р-ну Чернівецької обл.
- 1970—1971 — Чернівецький навчально-виробничий комбінат (фотограф 5 розряду).
- 1973—1980 — Львівський державний університет імені Івана Франка. Диплом спеціаліста, спеціальність «Журналіст».
- 1988—1993 — Всеросійський державний інститут кінематографії (ВДІК). Диплом спеціаліста, спеціальність «Режисура фільму».

## Фільмографія
1985—2019 — режисер 70 документальних фільмів, автор 10 книг.
- 1985 — фільм «Спрага життя» — головний приз за режисуру на фестивалі UNIKA в Хемниці (Німеччина).
- 1986 — фільм «Спрага життя» — головний приз «Золота амфора» в Бургазі (Болгарія).
- 1990 — фільм «Сталкер Чорнобильської зони» — головний приз АРТ фестивалю Тренческій Тепліца (Словаччина).
- 1991 — фільм «Сон серед білого дня» — приз Міжнародного Лейпцизького фестивалю документального та анімаційного кіно (Німеччина).
- 1992 — фільм «Благовіст» — приз фестивалю «Человек и время» (Ленінград, Росія).
- 1997 — фільм «Чорнобиль та мистецтво» — премія в галузі кіно «Ексельсіор-97» (Рим).
- 2006 — фільм «Прийшла до Вас» — диплом лауреата Київського міжнародного кінофестивалю «Кінолітопис».
- 2009 — фільм «Ядерний слід» — приз Римського міжнародного кінофестивалю.
- 2010 — фільм «Країна майстрів»
- 2011 — серія документальних фільмів «Подорожі Україною в пошуках Українців»
- 2012 — співавтор сценарію «Твій голос у серці моїм»
- 2013 — фільм «Карпатська Джульєта».
- 2014 — фільм «Щасливий хутір Європи».
- 2015 — фільм «Небесна сотня у вирій полетіла».
- 2016 — фільм «Знімалося кіно»
- 2017 — фільм «Апокаліпсис без терміну давності»
- 2019 — фільм «Спогад про війну за день до Перемоги»
- 2021 — автор сценарію і режисер док фільму «Живий серед живих» (Литва)
- 2020 — сценарій анімаційного фільму « Квітка любові»
- 2022 — автор і режисер док. фільму «Рана Європи»
- 2023 — автор і режисер док. фільму « Той що загинув за мене»
- 2024 — автор сценарію повнометражного художнього фільму «Ліки для Генія»
- 2025 — автор сценарію повнометражного фантастичного фільму «Дорога додому»